# RBK-500-375 AO-10
RBK-500-375 AO-10 (ros. РБК-500-375 АО-10) – radziecka bomba kasetowa wagomiaru 500 kg. Wewnątrz bomby mieściło się 30 bomb odłamkowych AO-10.